# Thalassoma hebraicum
 Thalassoma hebraicum és una espècie de peix de la família dels làbrids i de l'ordre dels perciformes.
Els adults poden assolir el 23cm de longitud total. Es troba a Sud-àfrica.